# Kieżmarski Chłopek

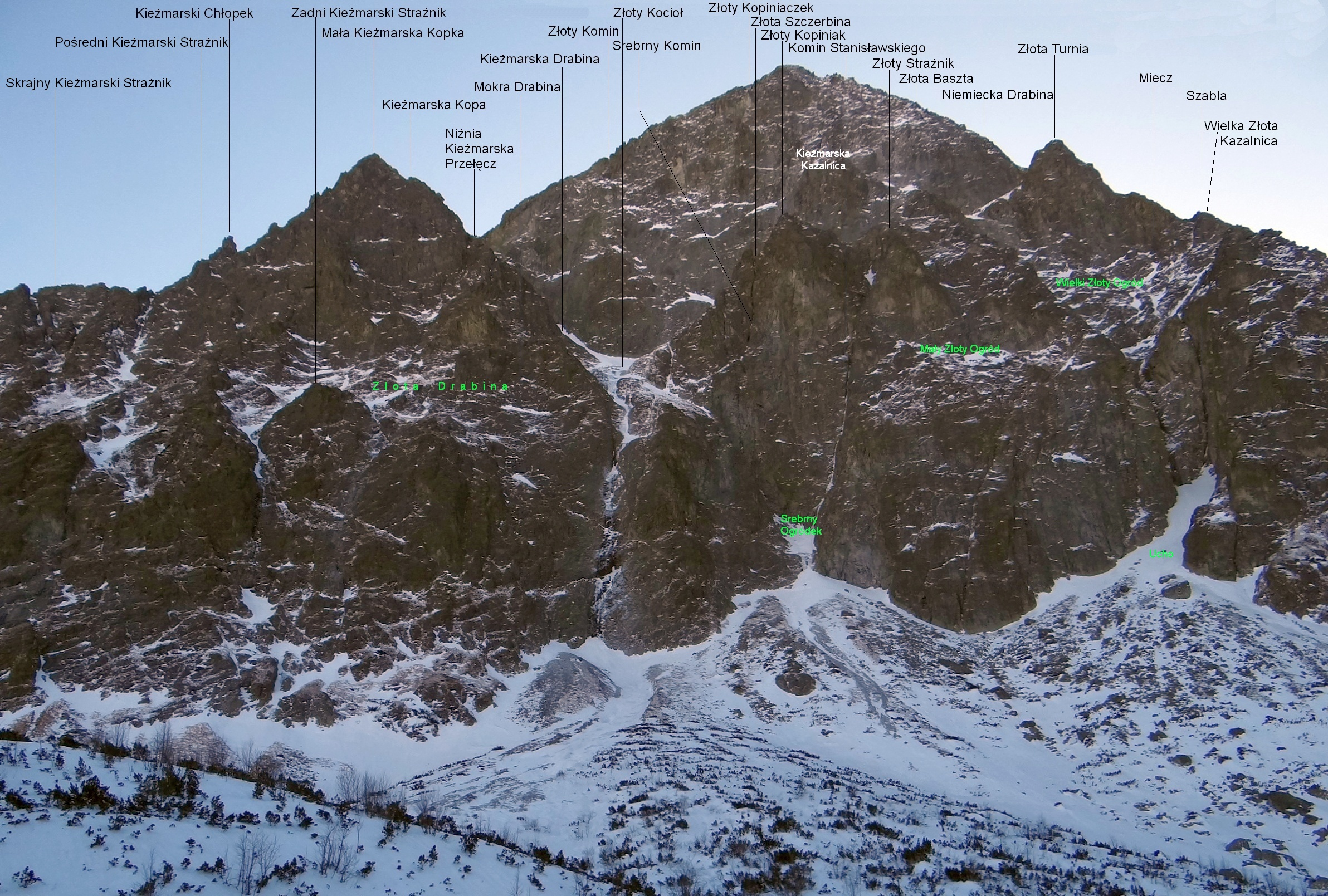

Kieżmarski Chłopek – turniczka na północnej ścianie Kieżmarskiej Kopy (Kežmarská kopa) w słowackich Tatrach Wysokich. Zbudowana jest z granitu, jak cały masyw Kieżmarskiej Kopy. Znajduje się nieco poniżej głównej grani Kieżmarskiej Kopy i jest obiektem wspinaczki skalnej taterników.